# Chiesa di San Salvatore de Porta
La chiesa di San Salvatore de Porta, o San Salvatore della Porta, era una chiesa che sorgeva sul lato ovest della via Ostiense, leggermente a sud della porta San Paolo, nell'odierno quartiere Ostiense di Roma, appena fuori dalle mura aureliane. Era dedicata a Gesù Cristo con il titolo di "Salvatore". Fu demolita nel 1849.

## Storia

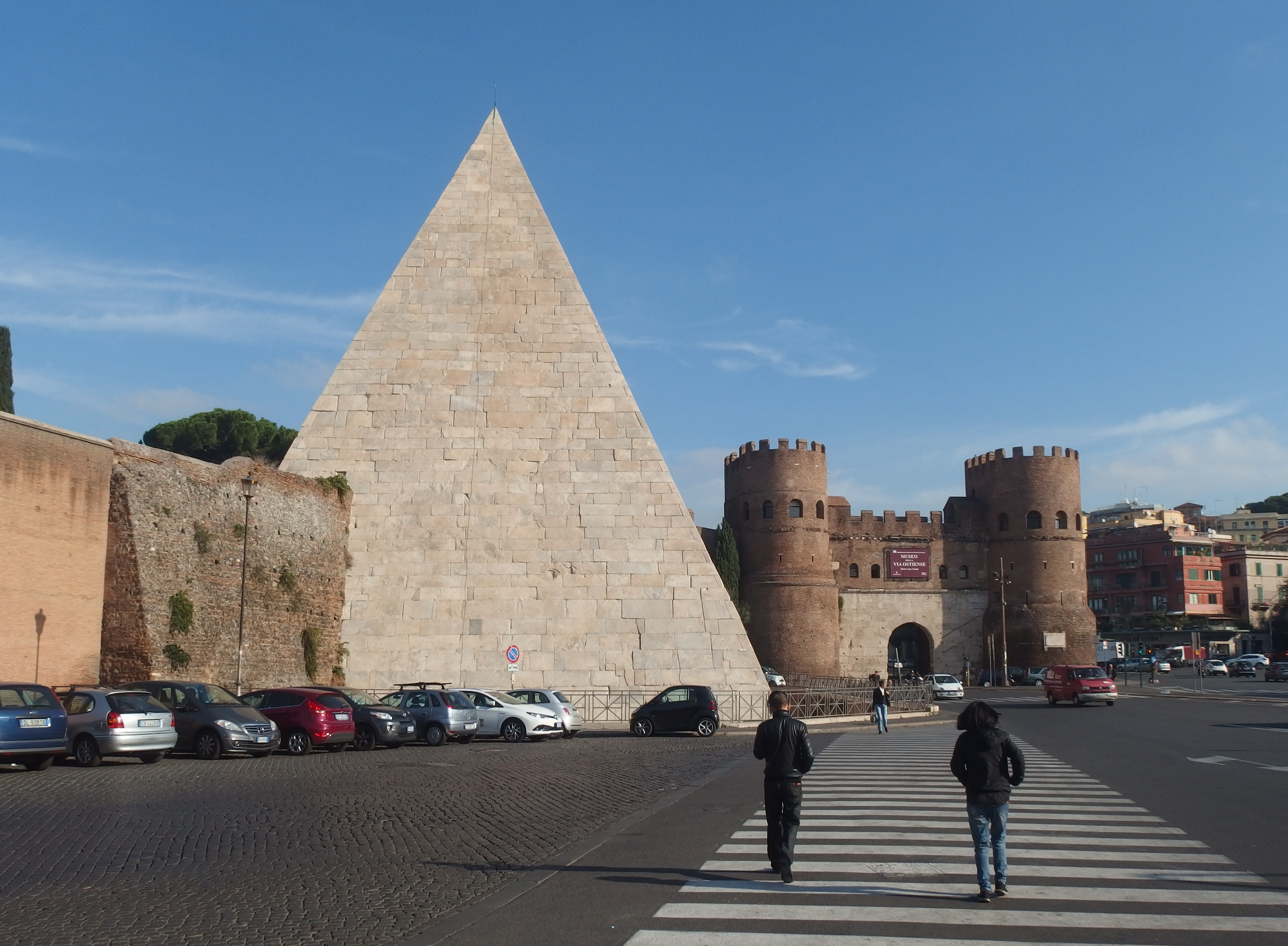
Il punto dove sorgeva la chiesa (oggi il piazzale Ostiense) nel 2017.

La prima indicazione sull'origine di questa chiesa è un'iscrizione danneggiata che si trova nella cripta della basilica di San Saba, datata tra i secoli IX e XI. Il testo fa parte di una bolla papale (ma il nome del pontefice si è perso) nella quale si legge:
In una delle torri, quindi, esisteva la cella di un eremita e c'era un ricco ciclo di affreschi nella torre est che testimoniava come lì venisse esposta un'icona di Gesù venerata dai fedeli. Viene usato il termine "egumeno" al posto di "abate" perché all'epoca il monastero di San Saba, che si occupava del luogo, seguiva il rito bizantino.
Sembra che la chiesa sia stata costruita nell'ambito di questo piccolo complesso monastico incentrato sulla porta San Paolo e potrebbe essere stato eretta in origine sopra un tumulo sotterraneo. Di sicuro dovevano esserci degli altri edifici dello stesso complesso tra la chiesa e la porta. Nello stesso secolo, il complesso fu menzionato in quanto la gestione era passata al monastero di Sant'Alessio all'Aventino.
Questa chiesa è descritta nel catalogo di Torino, del 1320, come priva di un sacerdote e, all'epoca, serviva una popolazione molto ridotta in un'area completamente rurale, non essendo più presente nella regione alcuna presenza monastica. In seguito ritornò di proprietà del monastero di San Saba, poiché intorno al 1600 venne citata tra le proprietà del collegio Germanico e Ungarico, proprietario della basilica di San Saba dal 1573.
Nel diciassettesimo secolo l'edificio venne ricostruito, ma la chiesa venne demolita nel 1849 su ordine del governo repubblicano rivoluzionario per consentire l'apertura del campo di fuoco a partire dalla porta San Paolo durante i preparativi per l'attacco già previsto dell'esercito francese che giungeva per salvare il governo papale. Anche se fosse sopravvissuta, probabilmente sarebbe stata demolita nell'ambito dei lavori di allargamento della via alla fine del diciannovesimo secolo: il luogo dove sorgeva oggi è occupato dalla via Ostiense.

## Descrizione

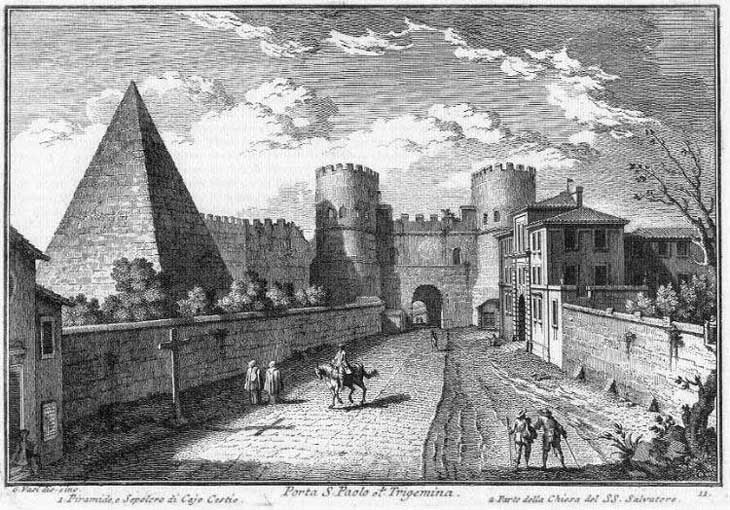
In questa incisione di Giuseppe Vasi del 1747, la chiesa è visibile parzialmente sulla sinistra.

Si trattava di una chiesa molto piccola, con una pianta dalla forma di un rettangolo semplice con un'abside a forma di segmento di un cerchio. Un acquerello di Achille Pinelli (1834) mostra una facciata semplice con un portale sovrastato da un frontone triangolare aggettante e che poggia su delle mensole. Nello spazio tra le mensole si trovava l'iscrizione dedicatoria. Sopra c'era un tondo con una cornice nel quale doveva esserci un'iscrizione (perduta); in cima alla facciata c'era un altro frontone simile al primo. La chiesa possedeva anche un piccolo campanile o una ghimberga, con un frontone triangolare e un'apertura arcuata per un'unica campana sul lato destro del tetto.

### Identificazioni sbagliate
L'identificazione di questa chiesa con quella di San Salvatore de Marmorata è sbagliata. Inoltre, questa chiesa fu confusa da Mariano Armellini con un'altra, più antica e anch'essa demolita, chiamata "Sant'Euplo". Questa chiesa venne fondata dal papa Teodoro I (pontefice dal 642 al 649) e possedeva un monastero annesso. Scomparve dai cataloghi intorno al 1400, il che significa che fu distrutta. Come dimostrò Christian Hülsen, Armellini commise degli errori riguardo alle due chiese, in quanto sostenne che, innanzitutto, il monastero era un grande ospedale, e poi dicendo che entrambe le chiese erano sopravvissute fino alla metà del XIX secolo. Entrambe le identificazioni sono sbagliate, così come l'identificazione della chiesa di Sant'Euplo con quella del San Salvatore.